# Solutréen
Het Solutréen (ca. 22.000 tot 16.500 jaar geleden) is een jonger cultuurstadium of industrie van de latere oude steentijd (Laat-paleolithicum), genoemd naar de vindplaats aan de voet van de rots Solutré, in de buurt van Mâcon in het departement Saône-et-Loire in Bourgogne-Franche-Comté. Het verspreidingsgebied omvatte Zuid-Frankrijk, Spanje en Portugal en bestond uit een soort refugium voor jagers-verzamelaars ten tijde van de Laatste IJstijd. In Zuid-Spanje is bijvoorbeeld een vindplaats opgegraven (Cueva de Nerja) waar veel vis, onder andere schelvis, gevangen is: dit is een vissoort die tegenwoordig alleen in de Noordzee, de noordelijke Atlantische Oceaan en Noordelijke IJszee voorkomt.
Kenmerkend voor het Solutréen zijn voorwerpen die door afslagen van dunne lamellen van vuursteen werden gemaakt. Karakteristiek zijn vlakgeretoucheerde bladvormige klingen, met of zonder bevestigingsgroef (bijvoorbeeld een depot van 20.000 jaar oud bij Digoin). De in het Musée Dénon in Chalon-sur-Saône tentoongestelde tot 40 cm grote flinterdunne spitsen behoren tot op heden tot de indrukwekkendste stenen werktuigen uit het hele Europese paleolithicum. Ook de uitvinding van de naald met oog komt op het conto van de mensen van het Solutréen.

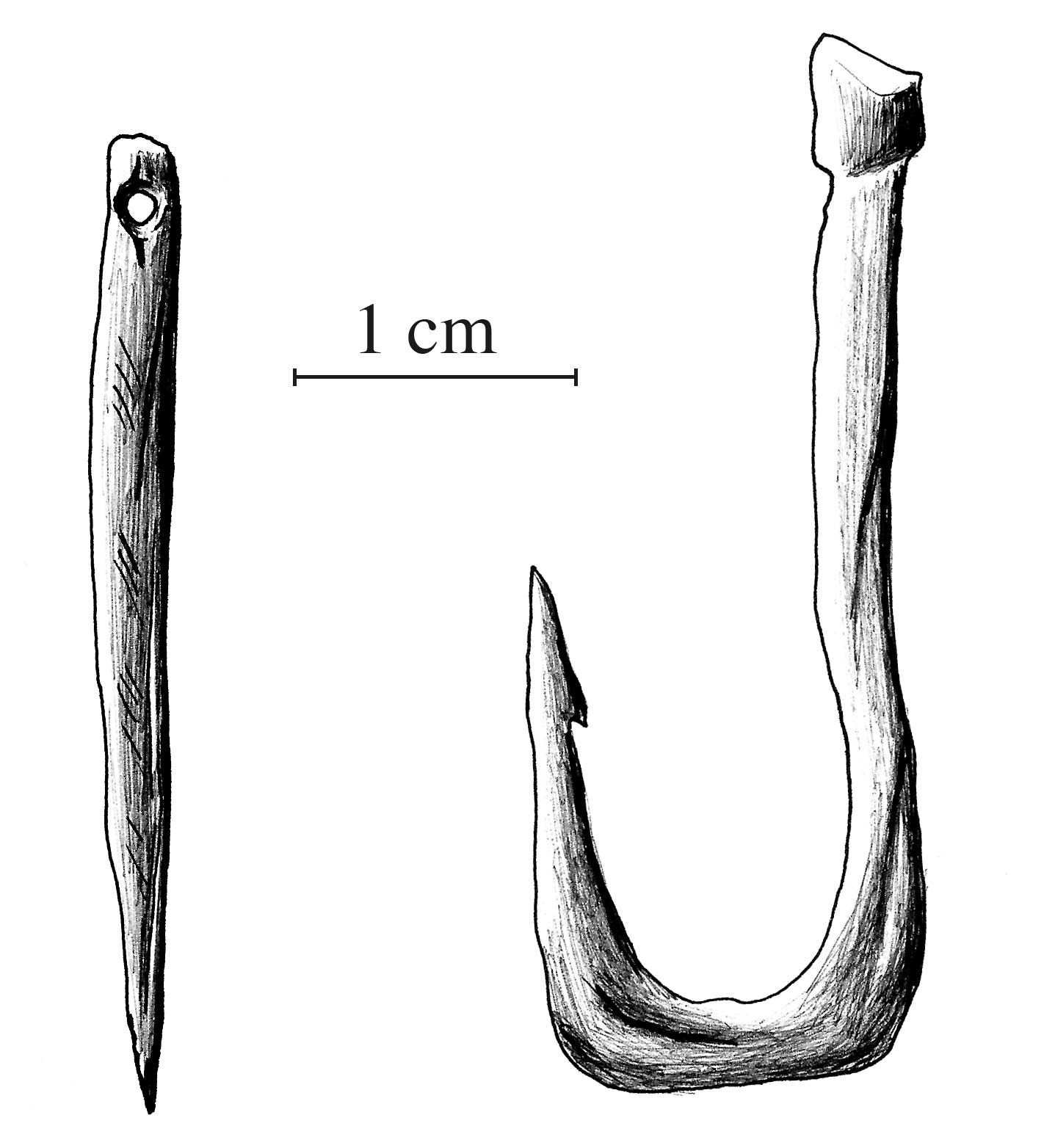
Naald en vishaakje, twee paleolithische werktuigen.

Omstreeks 16.500 jaar geleden verdween de cultuur spoorloos. Dat is opmerkelijk, omdat de techniek van het Solutréen in enige mate geavanceerder was dan die van het daaropvolgende Magdalénien.

## Het Solutréen en de Cloviscultuur
Er worden merkwaardige overeenkomsten verondersteld met de Cloviscultuur in Amerika. Volgens enkele archeologen zijn de Solutréenmensen de Atlantische Oceaan overgestoken door langs de grens van het pakijs te trekken. In de VS zijn stenen gereedschappen gevonden die een oppervlakkige gelijkenis vertonen met voorwerpen uit de Solutréencultuur uit Spanje en Frankrijk. De steentijd technologie die het meest aan de Cloviscultuur verwant is, zou niet in Noordoost-Azië gevonden worden, maar in Europa (Noord-Spanje en Frankrijk). De gereedschappen van het Solutréen en de Cloviscultuur zouden niet alleen op elkaar lijken, maar door specialisten moeilijk van elkaar te onderscheiden zijn. Archeoloog Bruce Bradley, een expert op het gebied van de technologie van flaked-stone tools, zei hierover: 'De artefacten lijken niet alleen identiek; ze zijn op dezelfde manier gemaakt. Ik noem dit diepe technieken. Dit zijn niet slechts overeenkomsten; dit zijn diepe, complexe, abstracte concepten toegepast op steen.' De Solutréencultuur eindigde in Europa ca. 14.000 v.Chr. en de Cloviscultuur begon later in Noord-Amerika zonder duidelijke voorlopers: 'Er is geen ontwikkeling in de Clovis technologie', gaat Bradley verder, 'Het verschijnt eenvoudig volledig ontwikkeld, in de gehele Nieuwe Wereld, rond 11.500 jaar geleden.' Volgens Bradley en Dennis Stanford, voorzitter van het Anthropology Department aan het Smithsonian Institution's National Museum of Natural History, kwamen de Solutréenmensen met boten langs de rand van gletsjers naar de Nieuwe Wereld. Haplogroep X (mtDNA), die voorkomt bij inheemse Amerikanen (met name onder Sioux en Ojibwa), zou niet voorkomen in Oost-Azië of Siberië, maar wel in lage frequentie in Europa, het Midden-Oosten en West-Azië. Haplogroep X zou Noord-Amerika 15.000 tot 30.000 jaar geleden hebben bereikt. Mensen zouden daarvandaan, niet lang na de eerste Noord-Aziaten, Amerika binnen kunnen zijn gekomen.
In 2014 werd in Chesapeake Bay, een gebied waar sinds de IJstijd het zeewaterpeil is gestegen, de schedel van een mastodont gevonden van 22.000 jaar geleden. Daarbij is een stenen werktuig gevonden, een bladvormige kling, zoals dat in Europa tussen 22.000 en 17.000 jaar geleden door Solutréenmensen werd gemaakt. Het werktuig zou ten minste 14.000 jaar oud kunnen zijn, omdat het gebied sinds die tijd onder water ligt.
Uitgebreid genetisch onderzoek toont echter aan dat de Cloviscultuur en de voorouders daarvan, de vroegste inheemse bevolking in Amerika, afstamt van een kolonisatie vanuit Azië via de Beringstraat.
Binnen het archeologische onderzoeksveld wordt deze zgn. Solutréen-hypothese dan ook nauwelijks aangehangen.